# Art ciclàdic
L'art ciclàdic es desenvolupa durant la civilització ciclàdica, des del 3000 aC al 2000 aC, a les illes Cíclades del mar Egeu, a l'actual Grècia.

## Escultura

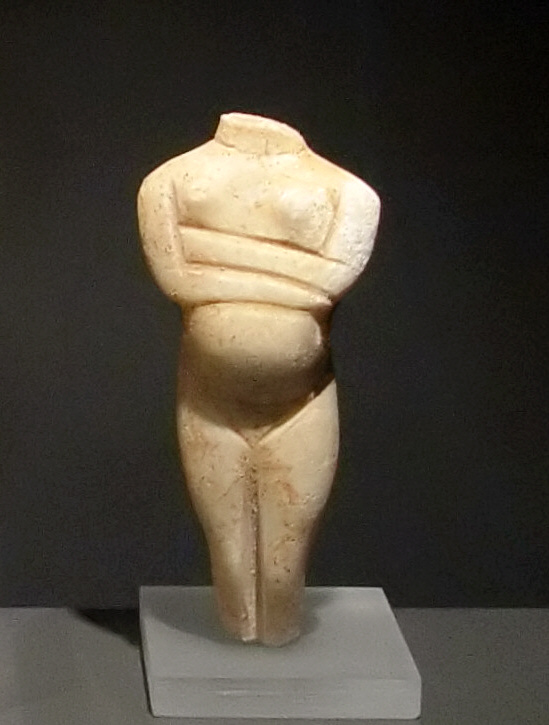
Figura de dona amb els braços plegats sobre l'estómac

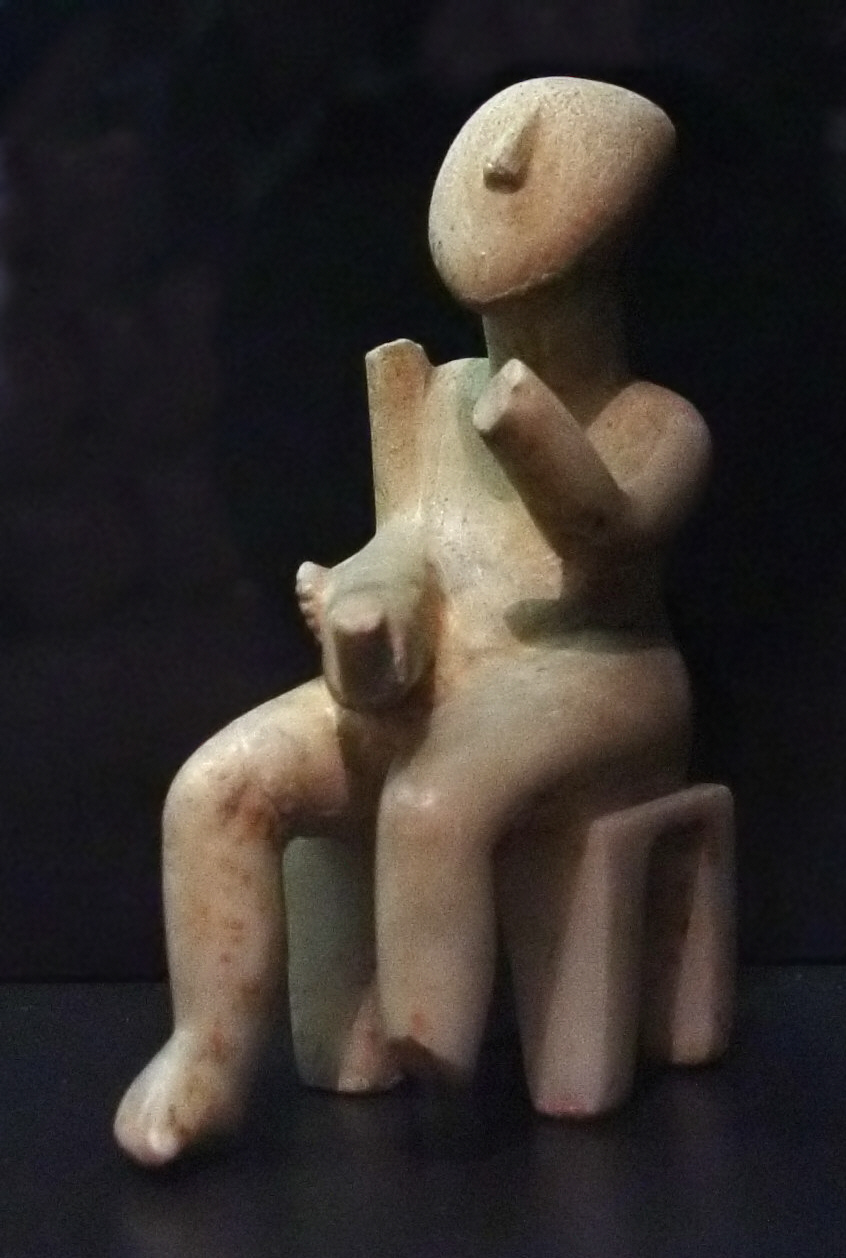
Arpista ciclàdic

Amb un escàs instrumental de coure, el modelat suau dels ídols ciclàdics s'aconseguia mitjançant el desgast de la peça de marbre amb la pedra d'esmeril. A l'illa de Naxos s'explotaven mines de corindó, mineral cristal·lí d'una qualitat immillorable, l'anomenada «pedra esmeril», amb la qual es repassava i polia cada figura.
La tendència a l'esquematisme propi de la primera meitat del tercer mil·lenni aC va tenir com a resultat l'assoliment d'una estatuària característica d'una gran elegància, sorprenentment similar a algunes tendències actuals.
En l'evolució de l'estatuària ciclàdica, hi ha dos grans corrents paral·lels a partir de les escultures neolítiques. Les dues línies evolutives corresponen, d'una banda, a les siluetes esquemàtiques del tipus de caixa de violí i, de l'altra, a les figures realistes:
- El tipus anomenat «de caixa de violí» té l'etapa d'apogeu durant el primer període ciclàdic antic i part del segon, és a dir, pràcticament tota la primera meitat del III mil·lenni aC. Alguns exemplars es mantenen fins al ciclàdic mitjà, i la sèrie finalitza en les plaques retallades de Filakopí (Melos), cap al 1900 aC.
- La sèrie realista, també anomenada «de braços plegats», en canvi, floreix cap al final de la segona etapa del ciclàdic antic i durant la tercera etapa d'aquest període antic, coincidint amb la màxima esplendor de la talassocràcia ciclàdica, entre els anys 2400 i 2000 aC. Les últimes figuretes d'aquesta mena amb prou feines arribaran a l'etapa del ciclàdic mitjà, en què les illes cauen sota l'òrbita d'influència minoica.

El terme «realista», aplicat al segon grup, s'ha d'entendre en sentit genèric, ja que les escultures ciclàdiques es caracteritzen precisament per la geometria de les faccions i dels membres del cos, lleugerament marcats i sense articulacions de cap mena. Amb el pas del temps, tanmateix, les darreres figuretes ja tenen algun detall, com ara ulls o boques lleument insinuats. D'amples espatlles i malucs estrets, les figures representen majoritàriament dones nues amb els braços plegats sobre l'estómac, i l'artista s'esmerça especialment a remarcar-ne el triangle púbic i els pits. Com que tenen les cames una mica doblegades, no són figures que es puguin mantenir dretes, excepte les de la sèrie final, la dels cèlebres músics, com l'auleta o tocador de doble flauta o bé el més famós de tots, el tocador de lira procedent de l'illa de Keros.
Aquestes línies evolutives són matisades per les variants regionals que s'han identificat en l'escultura ciclàdica, segons els períodes de major influència d'unes illes sobre les altres.
En general, aquestes figures femenines s'han interpretat com una representació de la dea mare, protectora de la fertilitat i dels morts, o bé com a amulets que acompanyaven l'aixovar dels difunts. Precisament en aquest sentit s'han relacionat aquests ídols amb el costum egipci de dipositar uixebtis a les tombes, unes figures de servents que atenen les necessitats de la persona morta un cop arribada al més enllà. Una altra teoria, però, suggereix l'ús de les estatuetes ciclàdiques com a substituts de sacrificis humans, o bé com a imatges dels avantpassats; tindrien la funció de conduir l'ànima del mort fins a la fi del camí a l'altre món. La manca d'excavacions no permet asseverar res més sobre el seu caràcter, atès el saqueig que han patit les tombes ciclàdiques i l'aparició gairebé exclusiva del material en els mercats d'obres d'art.
Els ídols ciclàdics ja eren molt apreciats durant l'època contemporània a la seva fabricació, de manera que n'apareixen en grans quantitats fora de l'àrea de les Cíclades, sobretot en tombes cretenques, on fins i tot prosperà una artesania que n'imitava l'estil.

## Arts menors
És destacable una sèrie de diademes i d'altres ornaments fets de làmines fines d'or o d'argent en forma de floretes o cintes; en sobresurt una diadema en plata trobada a Khalandrianí (Siros), decorada amb línies puntejades amb punxó, en què es representa un ídol en forma d'ocell i un gran gos amb collar, que alternen amb les conegudes «paelles» amb estrelles al fons.
Un altre tipus d'objectes que va assolir gran difusió foren els atuells de pedra. Paral·lelament a l'apogeu de l'escultura ciclàdica, es fabricaven recipients petris de gran qualitat, com l'anomenat «graner de Melos», d'esteatita. D'aquest mateix material, són molt abundants a les Cíclades les capses o píxides adornades amb espirals en relleu o línies incises.